# Piedade
Piedade és un barri de la Zona Nord de la ciutat de Rio de Janeiro, pertanyent la regió del Gran Méier. El seu IDH, l'any 2000, era de 0,850, el 54 millor del municipi de Rio.
Localitzat entre Madureira i Méier, el barri limita amb els barris de Quintino Bocaiúva, Cavalcanti, Pilares, Tomás Coelho, Abolição, Encantado, Água Santa i Freguesia de Jacarepaguá.

## Història
Va néixer al punt on avui queda l'Església de Nossa Senhora da Piedade. Des de dalt, és possible tenir una bona visió de com la regió va créixer. Piedade va començar a ser ocupada a mitjans del segle xviii. Les terres que avui formen el barri se situaven entre les freguesies de Nossa Senhora da Apresentação de Irajá i São Tiago de Inhaúma, i consistien en una sesmaria donada a Apolinário Pereira Cabral, el 1779. En aquells temps, la majoria de les zones on actualment es localitzen els suburbis de Rio estava ocupada per hisendes i ingeni sucrer| ingenis de sucre i d' aiguardent, subordinats a les velles parròquies. Allà hi havia un intens comerç d'aquests i d'altres productes, que es distribuïen a través dels rius Pavuna i Meriti. Era un lloc molt buscat per les classes benestants i viatgers europeus, atrets pel seu clima saludable.
En les primeres dècades del segle xviii, la regió de la Freguesia de São Tiago de Inhaúma ja presentava signes de prosperitat, gràcies a l'administració dels pares jesuïtes, els propietaris. No obstant això, en la segona meitat del mateix segle, el Marquès de Pombal, secretari d'Estat portuguès, va emprendre una reforma administrativa i religiosa en la colònia, en la qual, entre altres mesures, determinava l'expulsió dels jesuïtes. L'objectiu era acabar amb conflictes entre colons i jesuïtes per l'explotació de la mà d'obra indígena. La falta d'esclaus negres feia amb que molts colons volguessin detenir i esclavitzar poblacions indígenes. Els jesuïtes, per la seva banda, s'oposaven a aquesta pràctica, moltes vegades donant suport als indis contra els colons. Veient els perjudicis que suposava aquesta situació, Pombal va expulsar els jesuïtes i va decretar la fi de la esclavitud indígena.
Amb això, van ser confiscats grans latifundis i posteriorment, dividits per a ser venuts. La instal·lació del Ferrocarril Dom Pedro II (després Central do Brasil) també va provocar la divisió de les principals propietats en la regió.
L'ocupació va començar al llarg de l'Estrada Real de Santa Cruz, després anomenada Avinguda Suburbana i, actualment, Avinguda Dom Hélder Câmara. En aquesta àrea, es van desenvolupar grans granges pertanyents a la famílies Curvelo Cavalcanti i Antônio Botafogo. Més tard, aquestes granges van ser subdividides, donant origen als carrers del futur barri.
A l'inici del segle xx, la regió del barri de Piedade tenia una característica essencialment rural, amb petits jaciments i solars, però ja presentava un significatiu progrés. Van ser construïts edificis i la fesomia urbana va començar a substituir les característiques de l'antiga societat agrària esclavista.
La societat del barri, formada originalment per colons portuguesos, va incorporar al llarg de la seva història emigrants de diverses regions del país. Així, el quadre d'habitants comprenia des de grans propietaris de terres, comerciants, industrials, operaris públics i obrers fins a grups menys beneficiats econòmicament, que vivien de petits serveis o feinetes. Les residències s'alternaven amb antics casalots, semblants a la quintes lusitanes, les modestes cases de la majoria de la població i els cabanes insalubres, aixecades en els morros que envoltaven el barri.
El 1932 va ser creada la Circumscripció de Piedade i, la dècada de 1960, van sorgir les Administracions Regionals. La denominació, delimitació i codificació del barri van ser establertes pel Decret nº 3.158, de 23 de juliol de 1981, amb alteracions del Decret nº 5.280, de 23 d'agost de 1985.
Ja amb el nou nom, el barri va guanyar al llarg dels anys quatre elements destacats:
- el River Futebol Clube, fundat el 1914, dirigit pel Ministre Gama Filho i primer club del jugador Zico;
- l'església gòtica del Divino Salvador és de 1910 i ha a l'altar una pintura d'estil modernista;
- una important refineria de sucre, de 1927, avui ja no funciona.
- la primera Universitat del suburbi carioca, la Universitat Gama Filho, va ser fundada en 1939 per Luiz Gama Filho. La UGF va ser tancada el 2014.
- Una de les habitants il·lustres del barri va ser la cantant i compositora Dolores Duran, que va viure aquí des dels sis als vint anys.

Al costat d'Encantado, Piedade va ser, el 1905, el primer barri del suburbi carioca a tenir energia elèctrica.

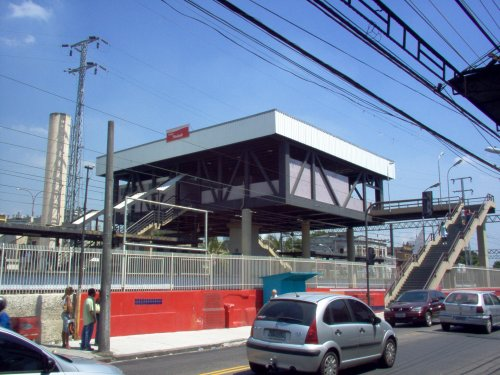
L'estació de Pietat, que forma part del Ramal Santa Creu de la SuperVia.

## Tragèdia de Piedade
En tota la seva història, l'esdeveniment més emblemàtic va ser Tragèdia de Piedade, el 15 d'agost de 1909, crim passional que va embolicar l'escriptor Euclides da Cunha, autor de Os Sertões, assassinat per l'amant de la seva esposa, el militar Dilermando de Assis, en la seva residència de la Carretera Real de Santa Cruz.

## Localització
El barri de Piedade forma part de la regió administrativa de Méier. Els barris integrants de la regió administrativa són: Abolição, Água Santa, Cachambi, Encantado, Engenho de Dentro, Engenho Novo, Jacaré, Lins de Vasconcelos, Méier, Piedade, Pilares, Riachuelo, Rocha, Sampaio, São Francisco Xavier i Todos os Santos.